# Wilhelm Fröscher
Wilhelm Fröscher (* um 1904; † unbekannt, vermutlich im 2. Weltkrieg gefallen) war ein deutscher Maler, Grafiker und Kunstpädagoge. Biografisch ist nur wenig über Wilhelm Fröscher bekannt.

## Leben und Werk
Er studierte bei Arnold Waldschmidt und Gottfried Graf an der Kunstakademie Stuttgart. 1929 war er mit den zwei Holzschnitten „Faschingsfreude“ und einem „Selbstbildnis“ auf der Ausstellung der Stuttgarter Sezession vertreten.
Als Kunsterzieher veröffentlichte er 1938 den Artikel „Stuttgart als Stadt des Auslanddeutschtums im Kunstunterricht“ in der in den 1920er und 1930er Jahren renommierten Fachzeitschrift für Kunstpädagogik Kunst und Jugend.